# Asigurare de viață
Asigurarea de viață este un contract, numit poliță de asigurare de viață, încheiat între un contractant și un asigurator prin care, în schimbul unei prime de asigurare plătite de primul, la decesul asiguratului, asiguratorul se obligă să plătească beneficiarului desemnat o indemnizație de asigurare, numită sumă asigurată. Asiguratul, care poate fi același cu contractantul, este persoana a cărei viață constituie obiectul asigurării, iar contractantul este cel care plătește prima de asigurare aferentă poliței de asigurare.
Scopul asigurării de viață este să ofere protecție financiară familiei, dar poate fi utilizată și pentru protecția proprietăților, a garantării contractelor de împrumut, pentru realizarea unor investiții, în vederea pensionării sau pentru acoperirea creditelor bancare. 
Există câteva sute de tipuri de asigurări. Ele cuprind două clase mari:
- la termen;
- cu economisire.

Asigurările la termen oferă strict protecția în caz de deces pe o durată determinată (până la maximum 75 ani) motiv pentru care primele de asigurare sunt în general mici.
Asigurările cu economisire au o componentă de protecție în caz de deces similară cu cea de la asigurările la termen și o componentă de economisire. Din acest motiv primele de asigurare sunt mai mari decât cele pentru asigurările la termen. În schimb, deținătorul poate avea acces la bani prin diferite tipuri de retrageri sau răscumpărări. 

## Subtipuri de asigurări cu economisire
Asigurarea pe termen nelimitat acoperă riscul de deces pe o perioadă mai lungă decât cele la termen (până la maximum 95 ani). Condiția este ca primele să fie plătite până la momentul pensionării. În cazul decesului pe durata contractului beneficiarul primește suma asigurată. În cazul în care ajunge la vârsta specificată din contract primește el însuși suma asigurată la care se adaugă beneficiile investiționale obținute de asigurator. Principalele avantaje ale acestui tip de asigurări sunt garanția beneficiului atât la deces cât și la supraviețuire. În schimb, primele sunt mai mari decât în cazul asigurării la termen, sunt inflexibile, iar suma obținută la supraviețuire nu asigură un câștig real, ci este o sumă indexată cu inflația. Este un produs tradițional, cu sume asigurate garantate.
Asigurarea mixtă de viață este tot un produs tradițional, cu sume asigurate garantate care acoperă atât riscul la deces, cât și la supraviețuire prin componenta de economisire. Partea de protecție a poliței garantează beneficiarului o sumă asigurată la deces. Dacă asiguratul supraviețuiește la terminarea contractului primește suma asigurată și partea de profit obținut de asigurator în urma economisirii unei părți din prima de asigurare. Economisirea se face în instrumente cu venit fix, formate din depozite bancare, certificate de trezorerie și obligațiuni (municipale, guvernamentale, corporative). Avantajul lor este că au un grad scăzut de risc, dezavantajul fiind că au randamente scăzute. Contractul se încheie pe o durată de 5-65 ani fără ca asiguratul să depășească vârsta de 75 ani la finalul contractului. Dacă încetează relația contractuală înainte de termen, compania își acoperă cheltuielile cu riscul asigurat până la acel moment, iar suma rămasă îi revine contractantului ca valoarea de răscumpărare.
Asigurarea mixtă redusă este un produs tradițional, cu sume asigurate garantate care dă posibilitatea asiguratului de a retrage din primele neutilizate de asigurator pentru protecția în cazul decesului. În caz de deces al asiguratului, beneficiarul primește suma primelor plătite până la momentul decesului la care se adaugă cota de participare la profit. Dacă asiguratul supraviețuiește la final de contract primește suma asigurată.
Asigurarea de studii permite acumularea unor sume de bani pentru educația universitară. Asiguratul este părintele sau tutorele copilului, iar beneficiarul este copilul ajuns la momentul studiilor universitare. Unii asiguratori dau posibilitatea de a fi asigurați ambii părinți. Perioada contractuală are două etape. În prima, asiguratul plătește primele de asigurare, iar în a doua beneficiarul primește de la asigurator rente de studii pe o perioadă de 3-5 ani. În cazul în care beneficiarul dorește să primească banii sub forma unei prime unice asiguratorul reține un comision deoarece nu mai poate capitaliza banii pe durata normală de plată a primelor. În cazul în care asiguratul decedează în perioada de plată a primelor, asiguratorul alimentează contul cu aceeași frecvență și cu aceeași sumă de bani plătite ultima dată de asigurat, iar rentele vor fi plătite conform graficului stabilit prin contract. În cazul în care beneficiarul decedează în perioada de plată a primelor, polița se transformă într-o asigurare mixtă de viață. Dacă decedează în perioada de plată a rentelor, acestea vor fi încasate de asigurat. Durata contractuală este de 8-25 ani. În cele mai multe cazuri contractul se poate încheia de la vârsta de o zi a beneficiarului, dar sunt și cazuri când poate fi copilul conceput, dar nenăscut urmând ca acesta să fie trecut în contract imediat după naștere. Poate fi atât produs tradițional, cât și de tip unit-linked.
Asigurarea de zestre este un produs financiar asemănător cu asigurarea de studii, dar suma asigurată va fi obținută de copil la momentul căsătoriei sau la împlinirea unei vârste stabilite distinct de fiecare asigurator.
Suma asigurată se plătește numai sub forma unei prime unice. Dacă beneficiarul decedează polița se transformă într-o asigurare mixtă de viață.
Asigurarea unit-linked este asemănătoare cu asigurarea mixtă de viață, dar mai complexă. Are tot o componentă de protecție în caz de deces, dar în locul componentei de economisire există o componentă de investiție. Aceasta permite cumpărarea unor unități de cont sau de investiție din programele asiguratorului al căror preț însumat arată valoarea contului. Câștigul obținut pentru client se măsoară în prețul de vânzare al acestora care arată performanțele programului de investiții la un anumit moment dat.
De regulă, asiguratorii au cel puțin 4-5 programe de investiții și funcționează ca fonduri interne care investesc atât în instrumente cu venit fix, cât și în acțiuni. Accesul la aceste programe se face numai prin intermediul asigurării, ele fiind administrate de companie exclusiv în scopul asigurării.
Contractantul asigurării își alege la încheierea poliței tipul programului sau programelor de investiții și procentele alocate pentru fiecare în funcție de toleranța la risc pe care o are. Acestea pot fi schimbate oricând pe toată durata contractuală. Componenta de asigurare este garantată ea fiind maximum dintre suma asigurată și suma acumulată din cont până la data decesului. 
Valoarea contului poate fi mărită prin creșterea primei, depunerea de prime unice sau prin micșorarea sumei asigurate. La final de contract valoarea contului se poate încasa integral sau, la unele asigurări, sub forma unor rente lunare. 
Asigurările unit-linked sunt foarte flexibile în special din punct de vedere investițional. Față de cele tradiționale unde asiguratorul distribuie clientului o participare la profit redusă dar având o garanție a câștigului, cele unit-linked obțin creșteri pe termen lung, dar care nu sunt garantate. De asemenea, la cele unit-linked clientul poate beneficia de investiția sa înainte de finalul contractului.
Anuitățile nu reprezintă o asigurare de viață propriu-zisă, ci un mijloc de utilizare la momentul pensionării a capitalului acumulat în timp. Clientul poate depune banii fie printr-o primă unică, fie sub forma unor plăți eșalonate. Plata anuității se face de către asigurator pe toată durata vieții sau pe o perioadă determinată. 